# Día a día
Día a día va ser un programa de televisió, de format magazín, emès per Telecinco en horari matinal, entre 1996 i 2004 i presentat per María Teresa Campos.

## Història
La idea del programa va sorgir per la necessitat de la cadena Telecinco de remuntar la seva audiència en horari matinal, que durant els anys anteriors s'havia mantingut per sota de la mitjana global. Per a això es va decidir contractar a la periodista estrella María Teresa Campos que copava la franja horària matinal en Televisió espanyola amb el programa Pasa la vida des de principis de la dècada dels noranta.
Telecinco es va fer amb els serveis de Campos, qui al seu torn va incorporar a la major part de l'equip que l'acompanyava en el seu programa de TVE: des de la seva filla Terelu Campos fins al veterà actor Paco Valladares. Es van recuperar també altres rostres coneguts de la pantalla petita com Chari Gómez Miranda o Fernando Ónega, comentant les notícies del día.
En successives temporades es van anar incorporant nous rostres, mentre que uns altres abandonaven el programa: Alejandra Prat, filla de Joaquín Prat entrava el 1997 i dos anys després Lara Dibildos i Rocío Carrasco, filla de Rocío Jurado.
El 25 de juny de 2004, María Teresa Campos s'acomiadava del programa, després d'haver estat contractada per la cadena rival Antena 3, on presentaria un espai similar en la mateixa franja horària titulat Cada dia. Durant aquest estiu, es van fer càrrec de la presentació Carolina Ferre i Óscar Martínez, al costat d'alguns dels col·laboradors habituals de l'espai que van decidir continuar en lloc de seguir a Campos en la seva nova etapa, com Alessandro Lecquio i incorporant nous rostres: Massiel, Karmele Marchante o Antonio Sánchez Casado. Va ser substituït per El programa de Ana Rosa, quan Ana Rosa Quintana va tornar de la seva baixa per maternitat.

## Format
L'espai, produït per Europroducciones, de quatre hores de durada, adoptava el típic format de magazín, que ja havia provat amb èxit la presentadora-directora amb gran èxit d'audiència al lustre anterior a TVE amb Pasa la vida i que, al seu torn, heretava l'esquema introduït a Espanya per Jesús Hermida amb Por la mañana.
Al llarg de les seves quatre hores de durada, el programa abordava, en successives seccions, temes que poguessin resultar d'interès per al seu públic potencial: per horari fonamentalment, persones jubilades i mestresses de casa.
La tertúlia política (Taula de debat) que tancava el programa va gaudir de notable èxit i popularitat, sent incorporada després per diferents cadenes en el mateix horari. Aquí es donaven cita periodistes d'àmplia trajectòria com Raúl del Pozo, José Oneto, María Antonia Iglesias, César Vidal, Antonio Casado, Carmen Rigalt, Amalia Sánchez Sampedro, Ignacio Camacho, Consuelo Álvarez de Toledo i Isabel San Sebastián, entre d'altres.
Comptava a més amb concursos, entrevistes a personatges de rellevància social, tertúlies de crònica social (El corrillo), oci, música, bellesa, salut, informació i petits sketches humorístics, en els quals els presentadors es convertien en actors, amb Campos i Valladares interpretant un matrimoni i Rocío Carrasco donant vida a la filla de tots dos.

## Audiències
Durant tota el període d'emissió, Dia a dia va ser líder en la seva franja horària. La quota de pantalla per temporades va ser la següent:
- Temporada 1996-1997: 26'8%
- Temporada 1997-1998: 25'1%
- Temporada 1998-1999: 25'2%
- Temporada 1999-2000: 26'5%
- Temporada 2000-2001: 26'8%
- Temporada 2001-2002: 26'1%
- Temporada 2002-2003: 25'5%
- Temporada 2003-2004: 25'2%

## Col·laboradors
- Fernando Acaso (1996-2000)
- Juan Adriansens (1996-2004)
- Sergio Alis (1998-2004)
- Miguel Ángel Almodóvar (1996-2004)
- Consuelo Álvarez de Toledo (2001-2004)
- Andrés Arconada (1996-2004)
- Karlos Arguiñano (2004)
- Iván Armesto (2001-2003)
- Gustavo González (1999)
- Paloma García-Pelayo (1997-2004)
- Paloma Barrientos (1998-2004)
- Ignacio Camacho (1996-2004)
- Terelu Campos (1996-1997, 2003-2004)
- Rocío Carrasco (1999-2004)
- Antonio Casado (1996-2004)
- Beatriz Cortázar (1996-2004)
- Lara Dibildos (1999-2001)
- Belén Esteban - (2004)
- Yolanda Flores (1996-2004)
- Eric Frattini - (2002-2004)
- Concha Galán (1996-2001)
- Ángel García Tous (2003-2004)
- Carlos García Calvo - (2004)
- Cuca García de Vinuesa (1996-2004)
- Chari Gómez Miranda (1996-2004)
- Paloma Gómez Borrero (1996-2004)
- Arturo González (Periodista) (1996-2004)
- Hilario López Millán
- Esperanza Gracia (1996-2004)
- Ángel Antonio Herrera (2001-2004)
- Carmen Hornillos (2001-2004)
- Ania Iglesias (2001-2003)
- María Antonia Iglesias (1996-2004)
- Carmen Janeiro (2000-2004)
- Pepa Jiménez (2002-2004)
- Jorge Juste (1996)
- Ketty Kaufmann (1996-2004)
- Alessandro Lecquio (2004)
- Patricia Ledesma (2003)
- Sabrina Mahi (2002-2004)
- Encarni Manfredi (2003)
- Karmele Marchante - (2004)
- Jesús Mariñas (2001-2004)
- Rocío Martín - (2004)
- Ignacio Martínez Pantoja (1998-2004)
- Massiel - (2004)
- Raquel Morillas (2003)
- Javier Nart (2001-2004)
- Fernando Ónega (1996-1997)
- Pepe Oneto (1996-2004)
- Jaime Peñafiel (2002-2004)
- Israel Pita (2002-2003)
- Enrique del Pozo (1996-2004)
- Raúl del Pozo (1998-2001)
- Alejandra Prat (1997-2000)
- Carmen Rigalt (1996-2004)
- Belén Rodríguez (1998-2003)
- Enrique Miguel Rodríguez (1996-2004)
- Josemi Rodriguez Sieiro (1996-2004)
- Isabel San Sebastián (2002-2004)
- Hortensia Sánchez (2000-2004)
- Antonio Sánchez Casado - (2004)
- Víctor Sandoval (2001-2004)
- Padre Apeles (1997-1998)
- Enric Sopena (2001-2004)
- Cristina Tárrega (2003-2004)
- Curri Valenzuela (1996-2004)
- Paco Valladares (1996-2004)
- Jorge Javier Vázquez (2003)
- Mayka Vergara (1996-1998)
- Rosa Villacastín (1996-1997)
- Federico Vaona (1999-2004)